# Robert Emmet Lucey
Robert Emmet Lucey, né le 16 mars 1891 à Los Angeles et mort le 1er août 1977 à San Antonio, est un prélat catholique américain. Il est le vicaire général du diocèse d'Amarillo de 1934 à 1941, ainsi que le deuxième archevêque de l'archidiocèse de San Antonio de 1941 à 1969.

## Biographie
Nucey naît à Los Angeles, en Californie, le 16 mars 1891. Il va à l'Université Saint-Vincent et poursuit ses études au Séminaire Saint-Patrick à Menlo Park, en Californie, en 1912. Lucey se rend ensuite à Rome afin de résider au sein du Collège pontifical nord-américain. En 1916, il obtient un doctorat en théologie sacrée (latin : Sacrae Theologiae Doctor) de l'Université pontificale urbanienne. 

### Prêtrise
Le 14 mai 1916, Lucey est ordonné prêtre au sein de la basilique Sant'Apollinare de Rome par l'archevêque Giuseppe Ceppetelli.
De 1916 à 1921, Lucey est le vicaire paroissial de nombreuses paroisses, dont la cathédrale Sainte-Vibiana, l'Église de l'Immaculée Conception, l'Église du Cœur Immaculée de Marie, et fut également le prêtre de l'Église Saint-Antoine de Long Beach, de 1929 à 1934. Il occupe aussi la fonction d'aumônier du Newman Centre à l'université de Californie à Los Angeles, celle de directeur diocésain de la Catholic Charities de 1921 à 1925, de la Conférence californienne du travail social entre 1923 et 1924, celle de directeur des Hôpitaux Catholiques du diocèse de 1924 à 1934, ou encore celle de membre du conseil d'administration du Département de la protection sociale de l'État de Californie de 1924 à 1930.

### Évêque d'Amarillo
Lucey est nommé évêque du diocèse d'Amarillo le 10 février 1934. Le 1er mars 1934, l'archevêque Amleto Cicognani consacre Lucey au sein de la cathédrale Sainte-Vibiana à Los Angeles. Il y établit un journal intitulé le Texas Panhandle Register.

### Archevêque de San Antonio
Le 23 janvier 1941, le pape Pie XII nomme Lucey archevêque de San Antonio. Il est installé par Cicognani au sein de la cathédrale San Fernando de San Antonio le 27 mars 1941. Lucey aide à établir le Yorktown Memorial Hospital, le Foyer Catholique Tchèque pour Personnes Âgées, ainsi que le Huth Memorial Hospital et fonde 29 cliniques au sud-ouest du Texas.
Au début des années 1950, Lucey ordonne l'intégration raciale de toutes les écoles au sein de l'archidiocèse. Il stipule également que seul l'archidiocèse utilise une main d'œuvre syndiquée pour ses projets de construction et soutient les efforts des ouvriers agricoles permanents syndicaux du Texas. En 1965, il apporte son soutien indéfectible au programme national de guerre contre la pauvreté, proclamé par le président des États-Unis Lyndon Johnson. Furey cofonde le programme de réhabilitation des mineurs, le Mouvement Patricien, et fonde l'organisation de défense de l'égalité des chances Project Equality en 1965.
En septembre 1968, tandis qu'il inaugure un nouveau presbytère à Stonewall, accompagné du président Johnson, Lucey loue l'implication des États-Unis dans la guerre du Vietnam, affirmant qu'elle reflète les efforts de paix du pape Paul VI. Cependant, le pape avait précédemment téléphoné à Johnson le suppliant de cesser les bombardements dans la république démocratique du Vietnam. Lucey se rend à Hô Chi Minh-Ville en tant qu'observateur de l'élection présidentielle de la république du Vietnam. 

### Retraite
Le 4 juillet 1969, le pape Paul VI accepte la démission de Lucey en tant qu'archevêque de San Antonio. 
Lucey meurt à San Antonio le 1er août 1977. Il est enterré au cimetière de la Sainte-Croix, dans le Comté de Bexar.

## Succession apostolique
Robert Emmet Lucey a ordonné les évêques suivants :
- Évêque Thomas Joseph Drury (en) (1962)